# Сельское поселение Зубовское (Московская область)
Сельское поселение Зубовское — упразднённое муниципальное образование со статусом сельского поселения в Клинском районе Московской области.

## Общие сведения
Образовано в ходе муниципальной реформы, в соответствии с Законом Московской области от 28.02.2005 года № 80/2005-ОЗ «О статусе и границах Клинского муниципального района и вновь образованных в его составе муниципальных образований».
Административный центр — посёлок Зубово.
Глава сельского поселения — Сизова Елена Витальевна. Адрес администрации: 141641, Московская область, Клинский район, посёлок Зубово, ул. Первомайская, д. 11.

## География
Расположено в восточной части Клинского района, на Клинско-Дмитровской гряде. Здесь протекает река Лутосня, большое количество источников. Одна из наивысших точек — деревня Борис-Глеб. Граничит с сельским поселением Воронинским, городским поселением Клин и сельским поселением Смирновским Солнечногорского района. Площадь территории сельского поселения — 9478 га.

## Население
| 2006  | 2007  | 2008  | 2009  | 2010  | 2011  |
| ----- | ----- | ----- | ----- | ----- | ----- |
| 3592  | ↘3588 | ↗3599 | ↗3610 | ↗3648 | ↗3780 |
| 2012  | 2013  | 2014  | 2015  | 2016  | 2017  |
| →3780 | ↗3864 | ↗3919 | ↘3891 | ↗3907 | →3907 |
| 2018  |       |       |       |       |       |
| ↘3840 |       |       |       |       |       |

Крупные населённые пункты:
- посёлок Зубово — 1300 человек;
- деревня Новощапово — 866 человек;
- деревня Струбково — 612 человек.

## Состав сельского поселения
В состав сельского поселения входят 25 населённых пунктов двух упразднённых административно-территориальных единиц — Зубовского и Новощаповского сельских округов:
| Вид     | Наименование   | Население, 2005 чел. | ОКАТО          | Бывшая административная единица |
| ------- | -------------- | -------------------- | -------------- | ------------------------------- |
| деревня | Ананьино       | 2                    | 46 221 816 013 | Зубовский сельский округ        |
| деревня | Большое Щапово | 58                   | 46 221 831 006 | Новощаповский сельский округ    |
| деревня | Борис-Глеб     | 2                    | 46 221 816 010 | Зубовский сельский округ        |
| деревня | Голиково       | 51                   | 46 221 831 011 | Новощаповский сельский округ    |
| деревня | Григорьевское  | 8                    | 46 221 816 012 | Зубовский сельский округ        |
| деревня | Губино         | 2                    | 46 221 831 008 | Новощаповский сельский округ    |
| деревня | Ельцово        | 9                    | 46 221 816 005 | Зубовский сельский округ        |
| деревня | Золино         | 30                   | 46 221 831 015 | Новощаповский сельский округ    |
| посёлок | Зубово         | 1300                 | 46 221 816 001 | Зубовский сельский округ        |
| деревня | Кленково       | 16                   | 46 221 831 014 | Новощаповский сельский округ    |
| деревня | Максимково     | 51                   | 46 221 831 009 | Новощаповский сельский округ    |
| деревня | Малое Щапово   | 28                   | 46 221 831 007 | Новощаповский сельский округ    |
| деревня | Меленки        | 3                    | 46 221 816 007 | Зубовский сельский округ        |
| деревня | Мякинино       | 11                   | 46 221 831 013 | Новощаповский сельский округ    |
| деревня | Напругово      | 106                  | 46 221 831 012 | Новощаповский сельский округ    |
| деревня | Новощапово     | 866                  | 46 221 831 001 | Новощаповский сельский округ    |
| деревня | Опалево        | 89                   | 46 221 831 010 | Новощаповский сельский округ    |
| деревня | Опритово       | 1                    | 46 221 831 016 | Новощаповский сельский округ    |
| деревня | Попелково      | 18                   | 46 221 816 011 | Зубовский сельский округ        |
| деревня | Селифоново     | 3                    | 46 221 816 009 | Зубовский сельский округ        |
| деревня | Соголево       | 193                  | 46 221 816 008 | Зубовский сельский округ        |
| деревня | Соколово       | 1                    | 46 221 816 006 | Зубовский сельский округ        |
| деревня | Струбково      | 612                  | 46 221 816 003 | Зубовский сельский округ        |
| деревня | Темново        | 13                   | 46 221 816 004 | Зубовский сельский округ        |
| деревня | Ясенево        | 119                  | 46 221 831 005 | Новощаповский сельский округ    |